# Rękoraj
Rękoraj – wieś w Polsce położona w województwie łódzkim, w powiecie piotrkowskim, w gminie Moszczenica.
Przez Rękoraj przebiega droga krajowa nr 91.
W latach 1975–1998 miejscowość administracyjnie należała do województwa piotrkowskiego.

## Historia
Miejscowość była w XIX wieku własnością między innymi Małachowskich, a potem należała do Władysława hrabiego Umiastowskiego.

## Zabytki
Według rejestru zabytków Narodowego Instytutu Dziedzictwa na listę zabytków wpisany jest obiekt:
- park i teren podwórza gosp., nr rej.: 417 z 27.06.1990 i z 7.07.1994
- Grodzisko pierścieniowate, które jest datowane na okres od IX do XII wieku[4]. Rękoraj wraz z pobliską Moszczenicą tworzył jedno z najstarszych piastowskich komesostw[5]. W wyniku badań rozpoznano dwie fazy rozbudowy obiektu w okresie od IX do XI lub połowy XII wieku. Całość ma powierzchnię około 0,5 ha i składa się z pierścienia zamkniętego wałem o zachowanej wysokości do 4 m oraz odcinkowego wału od strony WN[6].